# Евгений Базаров
Евге́ний Васи́льевич База́ров — персонаж романа И. С. Тургенева «Отцы и дети». Студент-нигилист из разночинцев, отрицающий практически все принятые в обществе ценности и традиционные порядки. Также, возможно, был дворянином по материнской линии. В политическом отношении революционер-демократ, протестует против либеральных идей братьев Кирсановых и консервативных взглядов своих родителей. Характерный представитель поколения шестидесятников.

## История жизни
Действия романа происходят летом 1859 года, то есть накануне крестьянской реформы 1861 года.
Родился Базаров в семье полкового лекаря Василия Ивановича Базарова (который «рано умел разгадать его и ничего не жалел для его воспитания») и дворянки Арины Власьевны. Пошёл по стопам отца и выучился в университете на доктора. Там же познакомился и подружился с Аркадием Николаевичем Кирсановым. Вскоре они вместе поехали в имение Кирсановых. Там Базаров познакомился с отцом Аркадия Николаем Петровичем и дядей Павлом Петровичем. Конфликтовал с последним из-за различий во взглядах на жизнь.
Затем Базаров влюбляется в Анну Сергеевну Одинцову. Любовь к ней коренным образом меняет выраженность нигилизма у Евгения — он «уверовал» в любовь. После этого Базаров едет к своим родителям, вместе с Аркадием. Побыв у них три дня, Базаров и Аркадий вновь возвращаются к Кирсановым, где первый заигрывает с Фенечкой, затем стреляется на дуэли с Павлом Петровичем Кирсановым.
Базаров едет к отцу, где начинает лечить всех, кто нуждается в помощи врача. В итоге, практикуясь на трупе больного, Базаров заражается тифом и умирает.

## Прототипы
Прототипом образа Базарова можно считать целое поколение молодых критиков и публицистов середины XIX века: Н. А. Добролюбов, Д. И. Писарев и др.
Известен случай, когда Тургенев в поезде встретил молодого врача из провинции, поразившего писателя умом и резкостью взглядов; возможно, именно этот человек и послужил основой для образа Базарова. Одним из прототипов называют врача Виктора Якушкина (1829—1872)